# Федоренко, Илья Анатольевич
Илья Анатольевич Федоренко (бел. Ілья Анатольевіч Федарэнка; род. 10 мая 1985, Мозырь, Гомельская область) — белорусский футболист, нападающий.
Воспитанник мозырского футбола. Помимо выступления за «Славию» Мозырь играл в различных командах первой и второй белорусских лиг. Во второй лиге забил более 100 мячей (113 голов — перед началом сезона 2022 года — пятый показатель среди бомбардиров второй лиги за всю историю).
В высшей лиге сыграл в двух матчах за «Славию» в сезоне 2005 года. В заявке клуба высшей лиги был также в 2003 («Славия») и 2007 («Торпедо» Жодино) годах, но играл только за дубль. Последний раз в составе «Славии» выходил на поле в 2011 году, когда команда вышла в высшую лигу. После этого руководство клуба решило обновить состав, в котором Федоренко места не нашлось, после чего он стал играть в низших лигах Беларуси и на любительском уровне.
В составе «Гомельжелдортранса» вышел в первую лигу, став в 2013 году лучшим бомбардиром (23 мяча) и лучшим игроком второй лиги. В 2015 году совмещал игру за команду второй лиги «Вертикаль» Калинковичи с игрой за команду Мозырского нефтеперерабатывающего завода в чемпионате Гомельской области, за которую забил 23 мяча.
Будучи занятым на основной работе водителем на Мозырском нефтеперерабатывающем заводе, в течение полутора сезонов по выходным ездил на личном автомобиле в Ивацевичи, где играл за местную команду второй лиги.
Перед сезоном 2021 года присоединился к клубу «Макслайн», с которым вышел в первую лигу. В сезоне 2021 во второй лиге забил 8 мячей. Из-за высокого роста в последние несколько сезонов часто использовался тренерами на позиции центрального защитника, в 2021 году в серии плей-офф из семи матчей в пяти играл нападающим, а в двух — центральным защитником. В феврале 2023 года футболист покинул клуб.